# Hermann Bäuerle (Kirchenmusiker)

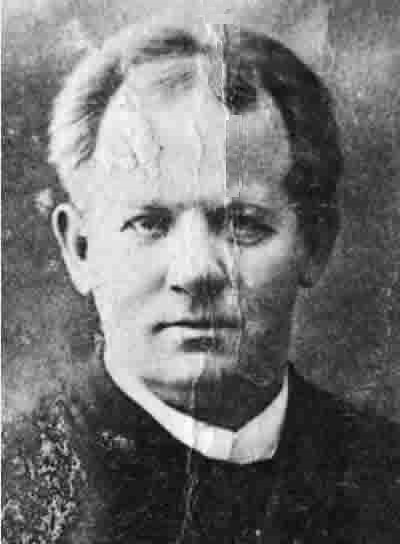
Hermann Bäuerle

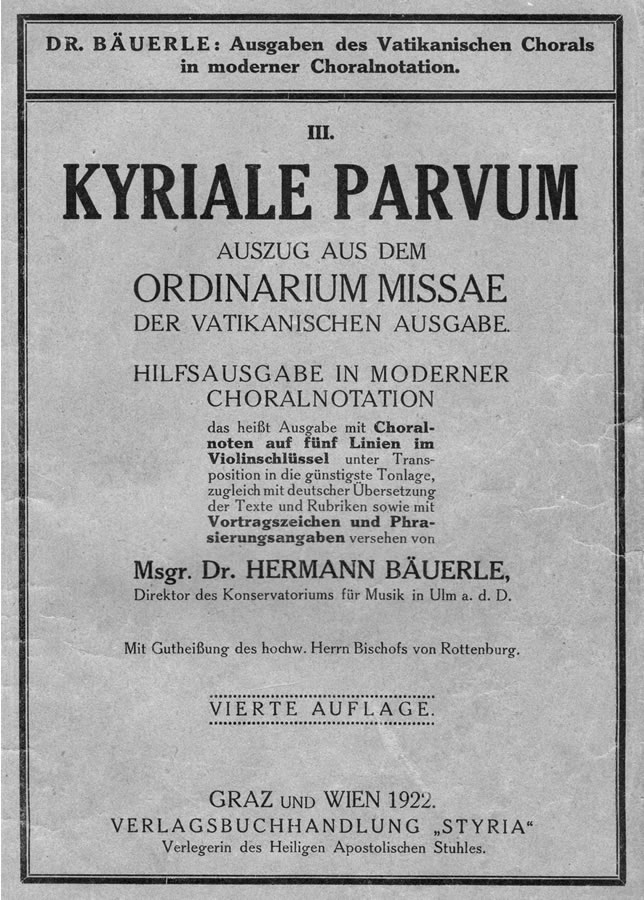
Titelseite des Kyriale parvum (1922)

Hermann Bäuerle (* 24. Oktober 1869 in Ebersberg, Württemberg; † 22. Mai 1936 in Ulm) war ein deutscher katholischer Geistlicher, Kirchenmusiker und Schulleiter.

## Leben und Wirken
Hermann Bäuerle wurde als Sohn eines Lehrers in der Region Backnang des Königreichs Württemberg geboren. Er absolvierte die Konvikte in Ehingen und Tübingen und studierte von 1890 bis 1894 an der Universität Tübingen katholische Theologie sowie Musik bei Emil Kauffmann (1836–1909). 1895 wurde er zum Priester geweiht, wirkte ab 1897 als Pfarrverweser in Eintürnen bei Bad Wurzach, besuchte dann 1898 die Kirchenmusikschule (Kimu) in Regensburg (Franz Xaver Haberl, 1840–1910) und trat 1899 eine Stelle als Fürstlich Thurn und Taxis`scher Hofkaplan an. Daneben war er ab 1901 bis 1908 Lehrer für Harmonie und Kontrapunkt an der Kimu Regensburg. 1903 begründete er die „Bibliothek altklassischer Kirchenmusik in moderner Notation“ und promovierte 1906 an der Universität Leipzig mit einer Dissertation über „die Sieben Bußpsalmen Lassos“ zum Dr. phil. Zwei Jahre später wurde er als fürstlicher Hofkaplan entlassen und begann als Seelsorger in Reutlingendorf bei Obermarchtal, Württemberg. Es folgten 1917 die Tätigkeiten als Organist und Musikdirektor am Heilig-Kreuz-Münster in Schwäbisch Gmünd und ein Jahr später als Pfarrer in Tomerdingen, Oberamt Blaubeuren bei Ulm. 1921 gründete er die „Höhere Volksmusikschule“ in Ulm, die 1922 zum Konservatorium erhoben wurde und die er bis zu seinem Tode leitete.

## Würdigung
Hermann Bäuerle wirkte als Seelsorger in mehreren Orten Württembergs und Bayerns. Er war Dozent an der Kirchenmusikschule Regensburg, Organist und Musikdirektor in Schwäbisch Gmünd und schließlich über 15 Jahre Leiter der „Höheren Volksmusikschule“, dem späteren Konservatorium in Ulm.
Er veröffentlichte Schriften zu Kirchenmusik und Liturgie sowie mehrere Lehrbücher aus der Praxis seines Konservatoriums. Er stellte ein Generalregister über 30 Jahrgänge (1876–1906) des „Cäcilienkalenders“ bzw. der „Kirchenmusikalischen Jahrbücher“ zusammen.
Er komponierte Chorwerke im Palästrinastil, Orgelwerke und Marienlieder.
Die größte Bedeutung muss man seiner Neuausgabe von Werken der klassischen Vokalpolyphonie in der „Bibliothek altklassischer Kirchenmusik in moderner Notation“ (Palestrina, Lasso, Vittoria, Fux, Hassler, Casali, Lotti, Gabrieli, Casini, Viadana u. a.) und der Übertragung des gregorianischen Chorals in eine Reformnotenschrift zumessen. Er bemühte sich um eine Erneuerung der katholischen Kirchenmusik und eröffnete vielen Chören den leichteren Zugang zu den alten Kompositionen.

## Ehrungen
- 1906 Ehrendomherr von Palestrina
- 1907 päpstlicher Geheimkämmerer mit dem Titel „Monsignore“

## Publikationen (Auswahl)
- Repetitorium der Harmonielehre. Leipzig 1902.
- Palestrina muß populärer werden. Regensburg 1903.
- "Pierluigi da Palestrina in moderner Notation unter Zusammenziehung auf zwei Linienysteme. Zehn ausgewählte vierstimmige Messen bearbeitet [...] Opus 25"". Selbstverlag, (Regensburg) 1903.
- Die „Sieben Bußpsalmen“ (Septem psalmi poenitentiales) des Orlando di Lasso: musikphilologische Studie. Dissertation an der Philosophischen Fakultät der Universität Leipzig, 1906.
- Der vatikanische Choral in Reformnotation mit Beibehaltung der nota quadrata. Graz u. Wien 1907.
- Theorie des römisch-katholischen Kultus. Regensburg 1908.
- Theoretisch-praktische Gesanglehre für mehrstimmigen Knaben- oder Frauenchor. Beuthen 1918.
- Musiktheoretische Schriften in 10 Heften („Musikseminar“)
  - Nr. 2: Allgemeine Erziehungs- und Unterrichtslehre. Stuttgart 1928.
  - Nr. 3: Musikalische Grammatik (allgemeine Musiklehre). Stuttgart 1931.
  - Nr. 5: Musikalische Formenlehre. Stuttgart 1926.
  - Nr. 6: Allgemeine Musikgeschichte. Stuttgart 1928.
  - Nr. 7: Chordirektion. Stuttgart 1926.
  - Nr. 8: Philosophische Vorbildung. Stuttgart 1928.
  - Nr. 9: Orgelspiel mit Orgelkunde. Stuttgart 1926.
  - Nr. 10 Methodik des Klavierunterrichts, mit Klavierliteratur. Stuttgart 1928.
- Bibliothek altklassischer Kirchenmusik (vorwiegend im Verlag Breitkopf & Härtel)
  - Band 1: Palästrina. 10 Messen für vier Stimmen, 1903.
  - Band 2: Palästrina. 52 Motetten. 1904.
  - Band 3: Palästrina. Messen für 4 Stimmen. 1905.
  - Band 4: 10 Messen für 5 Stimmen. 1905.
- Missa super „Dixit Maria“ / Hans Leo Hassler, krit.-korrekte, modernisierte Ausg. für die Liturgie, Leipzig 1950